# Anchoa cayorum
Anchoa cayorum är en fiskart som först beskrevs av Fowler, 1906.  Anchoa cayorum ingår i släktet Anchoa och familjen Engraulidae. Inga underarter finns listade i Catalogue of Life.